# Gönyű
Gönyű is een plaats (község) en gemeente in het Hongaarse comitaat Győr-Moson-Sopron. Gönyű telt 3028 inwoners (2001).